# Frontière entre la Finlande et la Suède

Le tracé de la frontière sur Märket, une île de l'archipel d'Åland.

La frontière terrestre entre la Finlande et la Suède est une frontière internationale discontinue longue de 614 kilomètres. Elle sépare la Finlande de la Suède dans le nord de la Fennoscandie ainsi que sur deux petites îles de la mer Baltique que sont Kataja et Märket. C'est l'une des frontières intérieures de l'espace Schengen. 

## Tracé
Du nord au sud, la frontière entre la Finlande et la Suède prend naissance en Laponie, au niveau du tripoint Finlande-Norvège-Suède matérialisé par le cairn des Trois Royaumes. Elle se dirige ensuite vers le sud et suivant le tracé des rivières Könkämäeno et Muonio puis du fleuve Torne avant d'arriver à la baie de Botnie, la partie la plus septentrionale de la mer Baltique. Ce tronçon sur le continent est la section la plus longue de cette frontière. Deux autres petites sections se trouvent sur deux petites îles de la mer Baltique : sur l'île de Kataja située dans la baie de Botnie, non loin de l'embouchure du Torne, et sur l'île de Märket dans la mer d'Åland, au sud du golfe de Botnie. Près de Tornio, la frontière traverse un parcours de golf  : comme les deux pays ne sont pas sur le même fuseau horaire, un trou, à cheval sur la frontière, présente la particularité d'être le plus long (en durée théorique) du monde : si l'on tape son club de golf à 10 h, la balle arrive sur le green un peu après 11 h !

## Histoire
Cette frontière a été créé en 1809 lors de traité de Fredrikshamn signé entre le Royaume de Suède et l'Empire russe pour mettre fin à la guerre de Finlande. Selon ce traité, la Suède renonce au grand-duché de Finlande qui passe sous domination russe, avant de devenir indépendant sous la forme de la république finlandaise en 1917.
Lors du tracé de la frontière en 1809, celle-ci n'était constituée que de deux sections, l'île de Kataja n'étant traversée par aucune frontière et étant intégralement du côté suédois. Mais à la faveur du rebond isostatique qui affecte toute la Fennoscandie, l'île d'Inakari, alors du côté finlandais, s'est peu à peu rattachée à Kataja en formant une longue péninsule traversée de part en part par la frontière terrestre.
Le tracé de cette frontière n'a été modifié qu'une fois, en 1985 sur l'île de Märket, lorsque les cartographes se sont rendu compte que le phare finlandais  construit sur l'île en 1885 était en réalité du côté suédois de celle-ci. La frontière terrestre y est donc modifiée par un échange de territoire et forme depuis cette date un « S », les frontières maritimes ne pouvant être rectifiées sans entraîner des répercussions sur les zones de pêche.

## Passages

### Points de passages routiers
Il existe assez peu de points de passages routiers traversant la frontière. Le tableau ci-dessous reprend ceux concernant les routes européennes, du nord vers le sud.
| Route Européenne | Route de Finlande | Villes desservies                       | Point de passage                   | Villes desservies                | Route de Suède |
| ---------------- | ----------------- | --------------------------------------- | ---------------------------------- | -------------------------------- | -------------- |
| E 45             |                   | Karesuvanto                             | Karesuando                         | Gällivare - Storuman - Östersund | E45            |
| E 4              |                   | Tornio                                  | Haparanda                          | Luleå - Umeå - Sundsvall         | E4             |
| E 12             |                   | Helsinki - Tampere                      | Vaasa ... Umeå                     | Mo i Rana                        | E12            |
| E 18             |                   | Saint-Petersbourg - Helsinki - Naantali | Turku ... Mariehamn ... Kapellskär | Stockholm - Västerås - Arboga    | E18            |

### Points de passage ferroviaires
| Code UIC | Ligne de Finlande     | Gare de Finlande | Ligne de Suède | Gare de Suède | Remarques |
| -------- | --------------------- | ---------------- | -------------- | ------------- | --- |
| 360      | Ligne d'Oulu à Tornio | Tornio           | Haparandabanan | Haparanda     | Deux voies uniques non électrifiées, l'une à l'écartement normal UIC, l'autre à l'écartement large de 1 524 mm ; ces deux voies étant entrelacées pour le franchissement du pont sur le Torne |